# Komusubi
Komusubi (jap. 小結) ist der vierthöchste Rang im Sumō. Der Komusubi ist der vierte und damit unterste Sanyaku-Rang.
Wenn ein Komusubi mit Kachi-koshi (mehr Siege als Niederlagen in einem Turnier) abschneidet, so bleibt er entweder Komusubi, oder er wird zum Sekiwake befördert. Schneidet er mit Make Koshi (mehr Niederlagen als Siege) ab, so wird der Komusubi normalerweise zum Maegashira zurückgestuft. Bei einem knappen Make-koshi (7 Siege zu 8 Niederlagen) steigt der Ringer unter bestimmten Umständen nicht ab, was zwischen dem Zweiten Weltkrieg und 2009 viermal geschehen ist.
Zu jeder Zeit gibt es mindestens zwei Komusubis. Bei bestimmten Konstellationen der Rangliste gibt es ausnahmsweise auch drei oder vier Komusubis.
Im Allgemeinen ist dies der Fall, wenn ein Maegashira mindestens 11 Siege erreicht. Dann wird meist ein zusätzlicher Komusubiplatz eröffnet.